# Kaple Panny Marie (Dolánky)
Kaple Panny Marie „U studánky“ v Dolánkách nad Ohří je pozdně barokní sakrální stavba z konce 18. století, která se nachází nad údajně zázračným pramenem v obci Dolánky nad Ohří dole u úpatí vyvýšeniny na níž se nachází barokní areál kostela sv. Jiljí. Od roku 1964 je kaple chráněna jako kulturní památka.

## Popis
Jedná se o kruhovou centrální stavbu s lucernou, která byla postavena v opožděných a zjednodušených barokních formách. Na průčelí je dvojice podložených pilastrů a mezi nimi vstup s odsazeným půlkruhovým záklenkem. Uvnitř se nachází kupole. I když objekt po II. světové válce poněkud zchátral, pramen vody odtud vytéká nadále, i když jeho zdroj se však nachází mimo kapli, poblíž kostela sv. Jiljí.